# Уилям Дампир
Уилям Дампир (на английски: William Dampier) е английски мореплавател, пират, изследовател. Издава няколко книги, касаещи ветровете и теченията в Световния океан. Член на Британското кралско географско дружество.

## Произход и търговска дейност (1651 – 1686)
Роден е на 5 септември 1651 година (по други данни – юни 1652) в Химерфорд Хаус в енория Ист Кокър, графство Съмърсет, Англия, в семейството на фермер. Когато е на 7 години умира баща му, а след още 7 и майка му. След две години 16-годишният Уилям става юнга на търговски кораб и извършва първото си плаване до Франция. След това става моряк и на търговски кораби плава по Северния Атлантик и Индийския океан. Известно време служи в Британския военноморски флот, но през 1673 го напуска и работи като агент на плантатор за захарна тръстика на Ямайка. Напуска Ямайка и отново е моряк на търговски кораб. След това сече дървен материал в Хондурас.
През 1678 се връща в Англия, жени се и решава да се занимава с търговия, като за целта закупува търговски кораб, на който става капитан. Още по време на първия му рейс екипажът вдига бунт и го принуждава да започне пиратска дейност. През 1680 – 1681 извършва няколко успешни нападения над испанските пристанища по западното крайбрежие на Америка. През 1682 за кратко се отказва от пиратския занаят и отглежда тютюн във Вирджиния. Още на следващата година обаче отново тръгва по море с пиратска цел. През 1683 в Гвинейския залив превзема холандски търговски кораб и с него пресича Атлантическия океан, заобикаля покрай нос Хорн Южна Америка и достига до островите Хуан Фернандес в Тихия океан. След кратък отдих на островите в продължение на повече от три години напада и плячкосва испански кораби по западното крайбрежие на Южна Америка, като за своя база използва о-вите Хуан Фернандес.

## Околосветски плавания (1686 – 1711)

### Първо околосветско плаване (1686 – 1691)
През 1686 Дампир със своя кораб и екипаж се отделя от останалите пиратски кораби и поема от Мексико на запад. Пресича Тихия океан, посещава островите Гуам и Минданао, достига до бреговете на Китай, след което се отправя на юг и на 4 януари 1688, на 16°23′ ю. ш. 122°55′ и. д. / 16.383333° ю. ш. 122.916667° и. д., открива нос Левек (най-северната точка на полуостров Дампир Ленд) в Северозападна Австралия. Пиратите слизат на сушата, срещат се местните аборигени, от които обаче не могат да плячкосат нищо поради абсолютната им нищета. След като напълват вода продължават пътуването си.
Край Никобарските острови екипажът на кораба се вдига на бунт и Дампир е свален на един от малките острови на архипелага. С рибарска лодка се добира до остров Суматра и отново се заема с търговия, но за пореден път се разорява и фалира. Става обикновен моряк на британски кораб, но влиза в пререкания с капитана на кораба и през 1691, след осемгодишно скитане по моретата, се завръща в Англия като извършва околосветско плаване.
След завръщането си Дампир се проявява като задълбочен географ-изследовател. След обработката на корабните си дневници, които води непрекъснато от 1674, след три години издава първия том от книгата си „A new voyage round the world“ v. 1 – 3, 1697 – 1709 („Ново пътешествие около света“), в която наред с описанието на морските си приключения, многочислените острови и техните обитатели „Пътешествието“ съдържа ценни наблюдения за взаимовръзката между ветровете и морските течения, величината на магнитното склонение в различни части на света, солеността на водата в различните морета и карти с неизвестни по-рано географски обекти.

### Второ плаване (1699 – 1701)
След излизането на книгата Британското морско ведомство се заинтересува от Дампир, назначава го на служба в Кралския флот и през 1698 организира експедиция за изследване на Нова Холандия (Австралия), начело на която поставя Уилям Дампир.
На 14 януари 1699 като капитан на кораба „Робак“ (Roebuck, 290 т) Дампир напуска Англия. На 31 юли 1699 достига до западния бряг на Австралия на 28º ю.ш. и продължава на север покрай брега. На 25º35` ю.ш. вторично открива и изследва залива Шарк, на 20º 33` ю.ш. – архипелага Дампир, а на 18º04` ю.ш. – залива Робак. Оттам продължава на север към остров Тимор и след това на североизток към Нова Гвинея. На 1 януари 1700 открива протока Дампир (Тихи океан) отделящ п-ов Чандравасих на юг от остров Вайгео на север и част от най-западното крайбрежие на Нова Гвинея. На 25 февруари в островите Сейнт Матиас (на североизток от Нова Гвинея) открива островите Мусау (414 км2, 1°27′ ю. ш. 149°37′ и. д. / 1.45° ю. ш. 149.616667° и. д.) и Емирау (40 км2, 1°39′ ю. ш. 149°58′ и. д. / 1.65° ю. ш. 149.966667° и. д.). Продължава на югоизток, заобикаля от изток остров Нова Ирландия и от юг остров Нова Британия и на запад от последния открива протока Дампир в Новогвинейско море, отделящ го от остров Умбой (вторично открит от него). На запад от Умбой вторично открива остров Лонг Айлънд (5°21′ ю. ш. 147°07′ и. д. / 5.35° ю. ш. 147.116667° и. д.). След направените открития Дампир поема към Англия, но в Атлантически океан, край остров Възнесение, на 22 февруари 1701 „Робак“ претърпява корабокрушение. Екипажът благополучно се добира до острова и на 2 април попътен английски кораб взема корабокрушенците и ги доставя в Англия.
След завръщането си Дампир е съден за жестокото си отношение към екипажа и за гибелта на кораба, но е оправдан и продължава да служи в Кралския флот.

### Следващи плавания (1702 – 1711)
Скоро след оправдаването му започва Войната за испанското наследство и през 1703 г. Дампир, отново като пират, с два кораба извършва ново околосветско плаване, което продължава до 1707. По време на плаването Дампир сваля на островите Хуан Фернандес матроса Александър Селкирк за неподчинение, който пребивава сам на островите повече от 4 години и историята на когото заляга в основата на романа на Даниел Дефо „Робинзон Крузо“. Същата година (1707), след завръщането си от пиратската експедиция в Тихия океан, Дампир издава книгата „Пътешествие в Нова Холандия“, в която описва плаването си на „Робак“ през 1699 – 1701.
През 1708 – 1711 Дампир извършва трето околосветско плаване, този път като главен щурман в полувоенната-полупиратска експедиция на Роджър Уудс, по време на която прибират от о-вите Хуан Фернандес изоставения моряк Александър Селкирк. В северната част на Тихия океан ескадрата на Уудс превзема испански галеон, пътуващ от Манила за Акапулко. Плячката, взета от испанците, била огромна, като стойността ѝ превишавала 200 хил. фунта. По време на делбата възникват спорове, които не прекратяват и след завръщането на експедицията в Англия и Дампир така и не получава своя дял поради скорошната си смърт.

## Последни години (1711 – 1715)
След завръщането си от третото си околосветско плаване живее малко повече от три години. Умира през март 1715 година в Лондон като гробът му е неизвестен. Четиринадесет години след смъртта му излиза от печат книгата му за второто му околосветско плаване – „A collection of Voyages“, London, 1729; 1939, v. I-III.

## Памет
Неговото име носят:
- архипелаг Дампир (20°32′ ю. ш. 116°36′ и. д. / 20.533333° ю. ш. 116.6° и. д.) в Индийския океан, край западните брегове на Австралия;
- град Дампир (20°40′ ю. ш. 116°43′ и. д. / 20.666667° ю. ш. 116.716667° и. д.) в щата Западна Австралия, Австралия;
- полуостров Дампир (20°36′ ю. ш. 116°48′ и. д. / 20.6° ю. ш. 116.8° и. д.) на западното крайбрежие на Австралия;
- проток Дампир (0°38′ ю. ш. 130°51′ и. д. / 0.633333° ю. ш. 130.85° и. д.), разделящ остров Вайгео на север от Нова Гвинея на юг в Индонезия;
- проток Дампир (5°37′ ю. ш. 148°12′ и. д. / 5.616667° ю. ш. 148.2° и. д.), разделящ остров Умбой на запад от остров Нова Британия на изток в Папуа Нова Гвинея.